# Neotroglocarcinus monodi
Neotroglocarcinus monodi är en kräftdjursart som först beskrevs av Antoinette Fize och Serene 1955.  Neotroglocarcinus monodi ingår i släktet Neotroglocarcinus och familjen Cryptochiridae. Inga underarter finns listade i Catalogue of Life.